# جوليس جورج
جوليس جورج هو مجدف ومدرب كرة قدم بلجيكي، ولد في 1903، وتوفي في 1983.

## وصلات خارجية
- جوليس جورج على موقع الاتحاد الدولي للتجديف (الإنجليزية)
- جوليس جورج على موقع أوليمبيديا (الإنجليزية)